# Sascha Dikiciyan
Sascha „Buzzfunk“ Dikiciyan, auch bekannt als Sonic Mayhem und Toksin (* 1970 in Stuttgart), ist ein deutscher Komponist und Musiker. Als solcher komponiert er hauptsächlich Soundtracks im Bereich Computerspiele.

## Biographie
Geboren in Stuttgart und aufgewachsen in Berlin, kam Dikiciyian bereits während seiner Kindheit viel mit klassischer Musik in Berührung. Er lernte als Kind Klavier zu spielen, wechselte dann jedoch mit zwölf Jahren zum Schlagzeug. Für das Studium konnte er sich allerdings nicht mit den traditionell klassisch geprägten Studiengängen europäischer Musikkonservatorien anfreunden. Daher zog er 1993 von Berlin nach Los Angeles, um sich im Rahmen eines Musikstudiums am Musicians Institute (Hollywood) mit den Kernthemen Keyboard, Musiktheorie und Aufnahmetechnik zu beschäftigen. Anschließend studierte er an der Herb Alpert School of Music der UCLA Filmkomposition und Orchestration. Angeregt von den ersten Computerspielen mit eigens aufgenommener Begleitmusik, insbesondere Quake, schrieb Dikiciyan 1996 seine erste eigene Musikproduktion Methods of Destruction, die er im Eigenverlag vertrieb. Er bewarb sich bei Quake-Hersteller id Software als Komponist des Nachfolgetitels Quake II und erhielt schließlich den Zuschlag, womit er die Nachfolge Trent Reznors antrat. Seither wirkte er als Komponist vor allem unter seinem Pseudonym Sonic Mayhem allein und in Kollaborationen mit anderen Musikern als Komponist an zahlreichen Computerspielproduktionen mit. Stilistisches Merkmal von Dikiciyans Arbeiten sind die Verschmelzung orchestraler Klänge mit elektronischer Musik.
2005 kam Dikiciyan auf der Suche nach einem Unterstützer für ein eigenes Projekt mit dem amerikanischen Spielekomponisten Cris Velasco in Kontakt. Seither arbeiten beide an nahezu allen Projekten gemeinsam. Unter dem Pseudonym „Toksin“ veröffentlicht Dikiciyan zudem eigene Musikstücke und Remixes mit Einflüssen aus den Bereichen Industrial Rock, Breakbeat und Drum and Bass. Sein Wohn- und Arbeitsort ist Los Angeles.

## Diskographie (Auswahl)
- Quake II (1997)
- Quake III Arena (1999)
- Unreal Tournament (1999)
- James Bond 007 – Der Morgen stirbt nie (Computerspiel) (2000)
- Dark Messiah of Might and Magic (2006)
- Splinter Cell: Double Agent (2006)
- Stranglehold (2007)
- Hellgate: London (2007)
- God of War II (2007)
- Mortal Kombat vs. DC Universe (2008)
- Haze (2008)
- Borderlands (2009)
- Prototype (2009)
- Tron: Evolution (2010)
- Mass Effect 2: Kasumi (2010)
- MAG (2010)
- Mass Effect 2: Arrival (2011)
- Mortal Kombat (2011)
- Warhammer 40.000: Space Marine (2011)
- Mass Effect 3 (2012)
- Deus Ex: Mankind Divided (2016)
- The Long Dark (2017)